# Żądło (województwo łódzkie)
Żądło – wieś w Polsce, położona w województwie łódzkim, w powiecie piotrkowskim, w gminie Grabica.
W latach 1975–1998 wieś administracyjnie należała do województwa piotrkowskiego.
Do roku 1908 wieś była jednym z dwóch folwarków majątku Gomulin.
Wierni kościoła rzymskokatolickiego należą do parafii św. Mikołaja w Gomulinie.